# Styrmand
 For alternative betydninger, se Styrmand (rosport).
En styrmand forestår et vagthold på broen på et skib. Det vil sige, at styrmanden følger den planlagte rute for skibet, dog under hensyntagen til de internationale søvejsregler (COLREG) samt til førerens stående ordrer, altså instrukser fra skibets fører (skipper/kaptajn) og desuden under opfyldelse af den danske vagtholdsbekendtgørelse. I love og regler kaldes funktionen da også "vagthavende navigatør". Vagtholdet udføres med få undtagelser i samarbejde med en udkig, som regel en skibsassistent, samt i sjældnere tilfælde med en rorgænger. Den sidste er dog nærmest helt afskaffet af selvstyreren (autopiloten), som i dag findes på alle kommercielle skibe.